# 東南ヨーロッパ

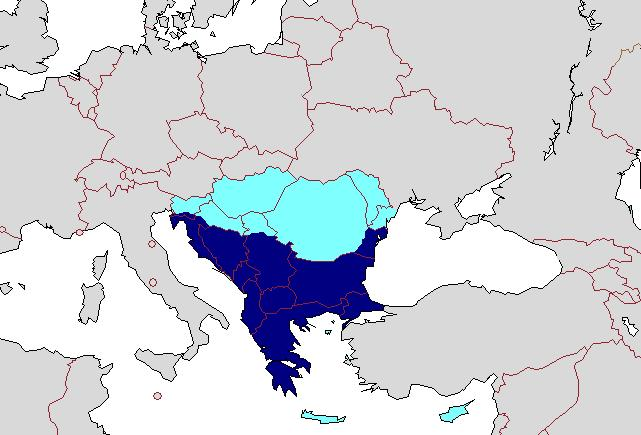
イゾンツォ川・クルカ川・サヴァ川線で定義されるバルカン。
それ以外で東南ヨーロッパとされうる地域。

東南ヨーロッパ（とうなんヨーロッパ）または南東ヨーロッパ（なんとうヨーロッパ）は、ヨーロッパ南東部の地域である。
ヨーハン・ゲオルク・フォン・ハーン (Johann Georg von Hahn, 1811–1869) により、バルカンを拡大した地域に対し使われたのが始まりである。
国際連合はヨーロッパを東西南北に4分し、東南ヨーロッパを置かない。東南ヨーロッパは国連の区分では東ヨーロッパと南ヨーロッパにまたがる。

## 範囲

### StAGN

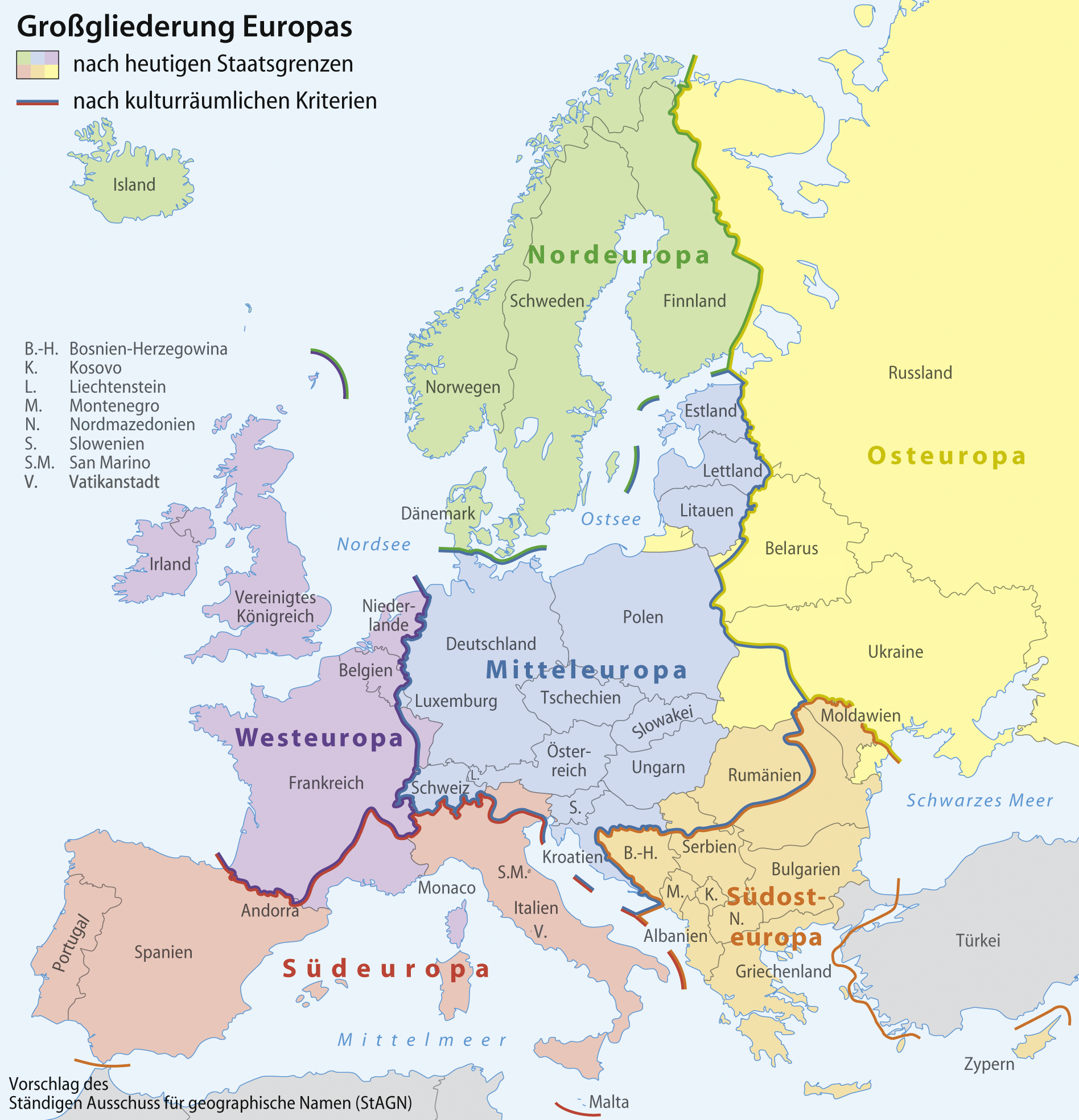
東南ヨーロッパ（国境に沿った範囲）
東南ヨーロッパ（文化の類似による範囲）

ドイツの StAGN は、ヨーロッパを6分（東西南北+中央+東南）し、以下の国々を東南ヨーロッパとする。
- モルドバ
- ルーマニア
- ボスニア・ヘルツェゴビナ
- セルビア
- モンテネグロ
- 北マケドニア
- ブルガリア
- コソボ
- アルバニア
- ギリシャ
- キプロス

### CIA

東南ヨーロッパ

CIAが編纂する『ザ・ワールド・ファクトブック』は、ヨーロッパを7分（東西南北+中央+東南+西南）し、以下の国々を東南ヨーロッパとする。
- ルーマニア
- クロアチア
- ボスニア・ヘルツェゴビナ
- セルビア
- モンテネグロ
- 北マケドニア
- ブルガリア
- コソボ
- アルバニア
- トルコの一部[2]

## 東南ヨーロッパを冠する国際機関
- 南東欧協力イニシアティヴ (SECI)
- 南東欧協力プロセス (SEECP)
- 南東欧安定化協定 (SPSEE)

## 国の一覧

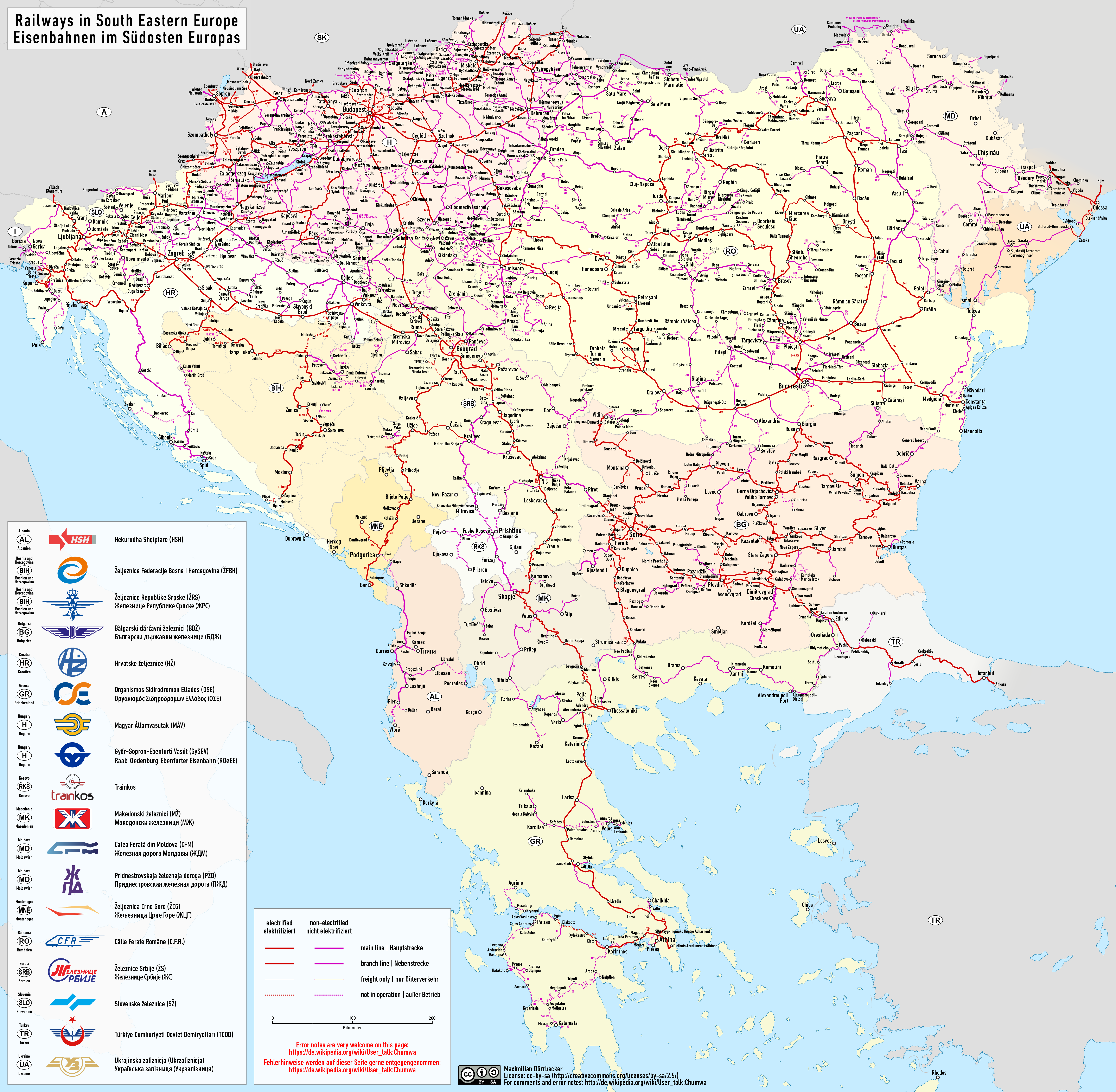

| 国                       | StAGN | CIA  | SECI | SEECP | SPSEE | 主要言語     | 主要宗教                         |
| ------------------------ | ----- | ---- | ---- | ----- | ----- | ------------ | -------------------------------- |
| ハンガリー               | 中欧  | 中欧 | ○    |       |       | ウラル系     | カトリック                       |
| モルドバ                 | ○     | 東欧 | ○    | ○     | ○     | ロマンス系   | 正教会                           |
| ルーマニア               | ○     | ○    | ○    | ○     | ○     | ロマンス系   | 正教会                           |
| スロベニア               | 中欧  | 中欧 | ○    |       |       | スラヴ系     | カトリック                       |
| クロアチア               | 中欧  | 中欧 | ○    | ○     | ○     | スラヴ系     | カトリック                       |
| ボスニア・ヘルツェゴビナ | ○     | ○    | ○    | ○     | ○     | スラヴ系     | キリスト教各派、イスラムスンニ派 |
| セルビア                 | ○     | ○    | ○    | ○     | ○     | スラヴ系     | 正教会                           |
| モンテネグロ             | ○     | ○    | ○    | ○     | ○     | スラヴ系     | 正教会                           |
| 北マケドニア             | ○     | ○    | ○    | ○     | ○     | スラヴ系     | 正教会                           |
| ブルガリア               | ○     | ○    | ○    | ○     | ○     | スラヴ系     | 正教会                           |
| コソボ                   | ○     | ○    | 未   | 未    | 未    | アルバニア系 | イスラム                         |
| アルバニア               | ○     | ○    | ○    | ○     | ○     | アルバニア系 | イスラム                         |
| ギリシャ                 | ○     | 南欧 | ○    | ○     |       | ギリシャ系   | 正教会                           |
| キプロス                 | ○     |      |      |       |       | ギリシャ系   | 正教会                           |
| トルコ                   |       | 一部 | ○    | ○     |       | テュルク系   | イスラム                         |

1. ↑  最多宗教はイスラム教スンニ派だが、キリスト教各派の合計で全体の6割を占める。
2. 1 2 3  当時は未独立だが加盟国セルビアの領土の一部だった。